# 陳鴻綬
陳鴻綬（?—?），江蘇省鎮江府丹徒縣人，清朝政治人物、進士出身。
光緒九年（1883年），参加癸未科殿試，登進士二甲30名。同年五月，著以主事分部学习。